# Plexus de Kobelt

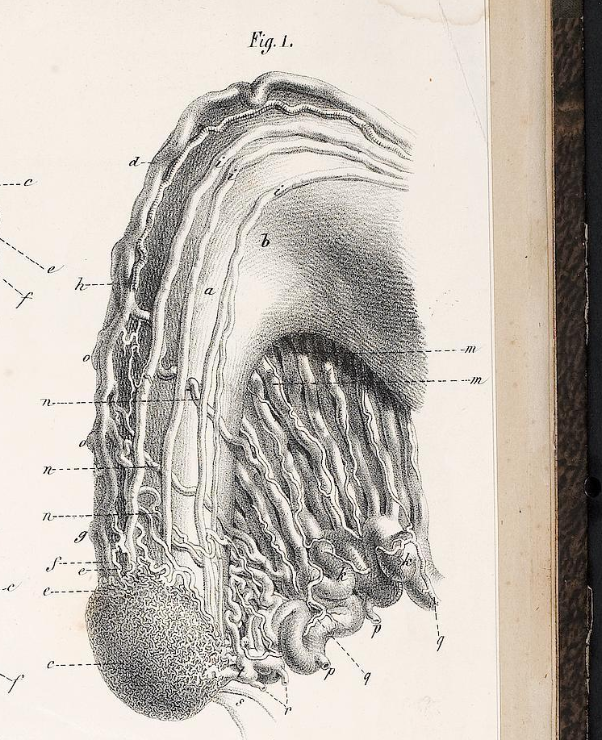
Le plexus de Kobelt, dessiné par François Wagner pour Kobelt en 1844 qui le nomme alors pars intermedia.
Légende : a. Corps b. Genou c. Gland d. Veine dorsale e. Racines du gland f. Racine de la veine dorsale g. idem h. artère dorsale (sectionnée) i. Nerfs dorsaux k. Pars intermédia l. passage vers le gland m. Veine ascendante entre pars intermedia et corps n. Branches latérales de la veine dorsale o. Idem p. Veines en provenance des grandes lèvres q. Artères et veines

Le plexus de Kobelt, nommé d'après l'anatomiste Georg Ludwig Kobelt qui l'a décrit en 1844 sous le nom de pars intermedia, est un réseau veineux situé sous le coude du clitoris, permettant les échanges vasculaires entre les différentes parties du clitoris et avec d'autres parties de l'appareil génital féminin. Il est inséré dans un tissu conjonctif riche en collagène. 

## Historique et terminologie
Le plexus lui-même est décrit pour la première fois, de façon exacte et très précise, par Georg Ludwig Kobelt en 1844 dans son ouvrage De l’appareil du sens génital des deux sexes, sous le nom de pars intermedia. Il est ensuite rarement étudié avant le XXIe siècle
La terminologie n'est pas encore très fixée. « Pars intermedia » ne figure dans Terminologia Anatomica que dans la description anatomique de l'urètre masculin. Le nom de plexus de Kobelt, qui lui est attribué en l'honneur de son découvreur désigne pour certains uniquement, stricto sensu, le réseau veineux inclus dans le tissu conjonctif  et qui préfèrent parler pour ce dernier de « tissu de type septum ». D'autres préfèrent le terme de « pars intermedia » incluant le plexus veineux, et d'autres enfin le désignent sous le nom de plexus de Kobelt.

## Description
Ce tissu conjonctif de type septum, riche en collagène et entouré de nombreuses veines longitudinales, est situé à la jonction entre la commissure des bulbes et l’inflexion supérieure du clitoris dite coude (ou genou) du clitoris. En ce dernier endroit, le plexus est dense et étalé. Le plexus de Kobelt contient plusieurs veines partant de l'urètre et reliant les tuniques albuginées des corps caverneux du clitoris et des bulbes. Il est aussi relié aux systèmes vasculaires des grandes lèvres et des petites lèvres.
Le plexus de Kobelt est l'unique structure vasculaire identifiée permettant la circulation sanguine entre les bulbes et les piliers du clitoris, à l'exception d'une possible connexion sur un des côtés de ces piliers, ce qui accrédite l'idée du rôle central du plexus dans une réponse vasculaire coordonnée de ces structures pendant la phase d'excitation sexuelle.
De grosses fibres nerveuses courent latéralement vers le plexus. Leur rôle potentiel dans la fonction sexuelle reste à identifier.